# Вашліані (Сагареджойський муніципалітет)
Вашліані (груз. ვაშლიანი) — село в Грузії.
За даними перепису населення 2014 року в селі проживає 19 особа.